# Pippi i kvadrat
Pippi i kvadrat (engelska: Wrong Again) är en amerikansk komedifilm med Helan och Halvan från 1929 regisserad av Leo McCarey.

## Handling
Helan och Halvan har fått jobb som stallskötare i ett stall. De får höra från några män att en belöning på 5 000 dollar tilldelas till den som hittar den stulna tavlan Blue Boy ägd av en konstsamlare. De tror att det är en av stallhästarna de syftar på, som också heter Blue Boy.
Helan och Halvan tar med sig hästen till konstsamlaren, men när de är nere vid porten är konstsamlaren i badrummet och kastar ner nyckeln från balkongen ner till Helan så att han och Halvan kan komma in med "Blue Boy". Han säger åt dem att ta med "Blue Boy" in i huset. Helan och Halvan undrar varför han vill ha en häst inomhus.
Men de tar med hästen in i huset, och att hålla en häst lugn inomhus är inte lätt. Men så ringer det på dörren, det är två detektiver och konstsamlarens mamma som kommer in i huset med tavlan precis i rätt ögonblick som konstsamlaren kommit ut från badrummet. Helan och Halvan inser att allt var ett misstag och blir utjagade med gevär av konstsamlaren.

## Om filmen
Tavlan som används i filmen är konstverket Den blå pojken målad 1770 av Thomas Gainsborough.
Filmens slutscen är baserad på stumfilmen Slipping Wives från 1927 där duon medverkar i, dock inte som duo.
Vissa skämt i filmen kom att återanvändas i duons senare långfilmer Fula filurer som utkom 1942 och Dundergubbar som utkom 1944. Dessa filmer spelades in under den period när duon hade lämnat Hal Roach Studios.
Filmen hade svensk premiär den 16 september 1929 och visades på biografen London i Stockholm.

## Rollista (i urval)
- Stan Laurel – Stan (Halvan)
- Oliver Hardy – Ollie (Helan)
- Dell Henderson – konstsamlaren
- William Gillespie – hästägare
- Jack Hill – man på hästskrindan
- Charlie Hall – granne
- Sam Lufkin – Sullivan
- Harry Bernard – polisen
- Fred Kelsey – oidentifierad roll[1]